# Donghai Special Steel
Donghai Special Steel (Chinees: 东海特钢集团) is een grote private Chinese staalgroep uit de provincie Hebei. In 2020 produceerde het bijna 11 miljoen ton ruwijzer en behoorde daarmee tot de grotere staalproducenten in de wereld.

## Activiteiten
Donghai Special Steel is een geïntegreerd staalbedrijf met eigen cokesfabriek, pelletsfabriek, sinterfabriek, hoogovens, converters, walserijen en coatinglijnen. Het is een grote producent van betonwapening en plaatstaal. Het produceert ook rollen gegalvaniseerd en gelakt plaatstaal.

## Geschiedenis
Donghai Special Steel werd in 2009 opgericht in Tangshan, China's belangrijkste staalstad.
In oktober 2018 moesten alle staalproducenten in Tangshan hun productie verminderen om de zware vervuiling in de stad tegen te gaan.